# Reggae Gold 2002
Reggae Gold 2002 – dziesiąty album z serii składanek Reggae Gold, wydawanej przez nowojorską wytwórnię VP Records.
Płyta ukazała się 21 maja 2002 roku, wraz z bonusowym CD zawierającym remixy wszystkich utworów, autorstwa Jazzy’ego T oraz DJ-a Kareema. Produkcją całości zajęli się Chris Chin oraz Joel Chin.
8 czerwca 2002 roku album osiągnął 1. miejsce w cotygodniowym zestawieniu najlepszych albumów reggae magazynu Billboard i utrzymywał się na szczycie jeszcze przez 13 kolejnych tygodni (ogółem był notowany na liście przez 62 tygodnie).

## Lista utworów
1. Tanto Metro & Devonte – „Give It To Her”
2. Sean Paul – „Gimme The Light”
3. T.O.K. – „Money 2 Burn”
4. Mr. Lexx & Mr. Vegas – „Video Light”
5. Capleton – „Bun Out The Chi Chi”
6. Elephant Man – „Shizzle My Nizzle”
7. Baby Cham – „Middle Fingers”
8. Mister G – „Old Crook”
9. Buju Banton & George Nooks – „Hot Ladies”
10. Beres Hammond – „Come Down Father”
11. Warrior King – „Pagan”
12. Terry Linen – „The World’s Greatest”
13. Sanchez – „Frenzy”
14. Freddie McGregor – „Uncle Sam”
15. Lady Saw – „Baddest Girl”
16. Shabba Ranks – „Pretty Please”
17. Bounty Killer – „Killa Is Ah Killa”
18. Capleton & Luciano – „Hail King Selassie I”